# مینامی‌ساتسوما، کاگوشیما
مینامی‌ساتسوما (به ژاپنی: 南さつま市) شهری است در استان کاگوشیما در کشور ژاپن . این شهر دارای جمعیت  ۴۲٬۲۵۸  نفر و مساحت ۲۸۳٫۳۰ کیلومتر مربع با تراکم جمعیت ۱۴۹ نفر در هر کیلومترمربع است.